# Старе Зелене
Старе Зелене (рос. Старое Зелёное) — село в Старокулаткинському районі Ульяновської області Російської Федерації.
Населення становить 761 особу. Входить до складу муніципального утворення Зеленовське сільське поселення.

## Історія
Населений пункт розташований на території українського культурного та етнічного краю Жовтий Клин.
Від 2004 року входить до складу муніципального утворення Зеленовське сільське поселення.

## Населення
| 2010 |
| ---- |
| 761  |